# Britany van Lange
Britany van Lange (ur. 17 listopada 1996 w Georgetown) – gujańska pływaczka, uczestniczka igrzysk olimpijskich.
Britany van Lange wystąpiła podczas XXX Letnich Igrzysk Olimpijskich w 2012 roku w Londynie. Brała udział w jednej konkurencji pływackiej, startując w drugim wyścigu eliminacyjnym na dystansie 100 metrów stylem dowolnym. Zajęła w nim czwarte miejsce, z czasem 1:01,62. Ostatecznie, w rankingu ogólnym, uplasowała się na czterdziestym drugim miejscu.